# Спаліни-Великі
Спаліни-Великі (пол. Spaliny Wielkie, нім. Gross Spalienen, 1938-45:Neuwiesen) — село в Польщі, у гміні Розоги Щиценського повіту Вармінсько-Мазурського воєводства.
Населення — 199 осіб (2011).

## Демографія
Демографічна структура станом на 31 березня 2011 року:
|          | Загалом | Допрацездатний вік | Працездатний вік | Постпрацездатний вік |
| -------- | ------- | ------------------ | ---------------- | -------------------- |
| Чоловіки | 111     | 30                 | 76               | 5                    |
| Жінки    | 88      | 28                 | 44               | 16                   |
| Разом    | 199     | 58                 | 120              | 21                   |